# Via Flaminia

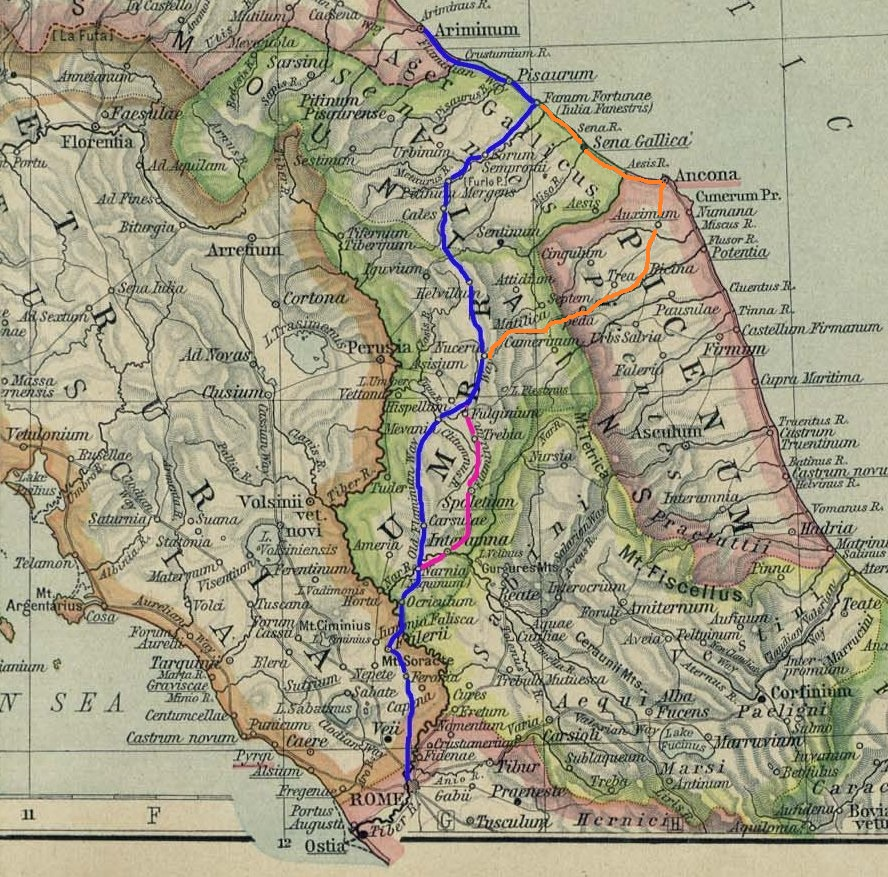
Szczegółowa trasa Via Flaminia (kolor niebieski) w środkowej Italii

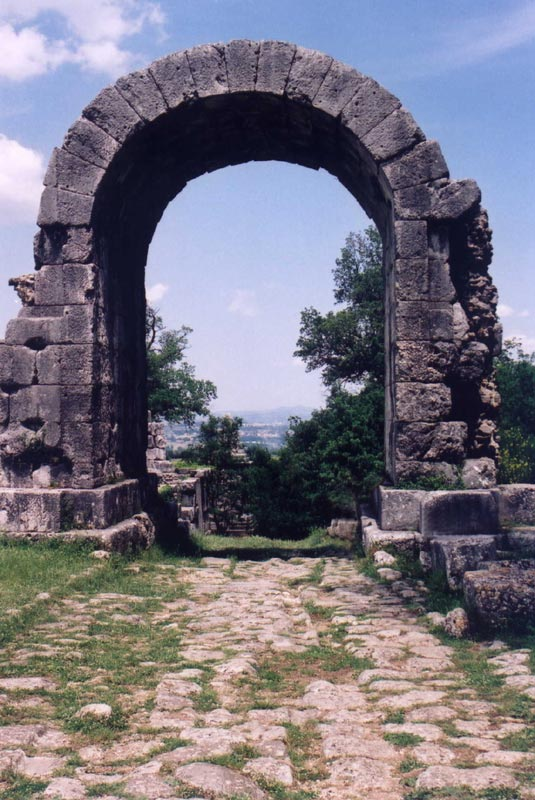
Odcinek drogi w antycznym Carsulae z miejscowym łukiem Trajana

Via Flaminia – droga rzymska prowadząca z Rzymu przez ziemie Etrurii i Umbrii do Ariminum.

## Historia
Powstała po opanowaniu przez Rzymian terytoriów na północy i wskutek konieczności połączenia ich z Wiecznym Miastem. Została zbudowana przez cenzora z roku 220 p.n.e. Gajusza Flaminiusza. Jej łączna długość wyniosła 212 mil (314 km). Przebiegająca prastarym szlakiem italskich wędrówek i kontaktów międzyplemiennych, była jedyną tak długą rzymską drogą wybudowaną w III w. p.n.e. Stwarzała nowe, korzystne warunki nie tylko dla komunikacji z Galią Przedalpejską (Niziną Padańską), lecz i dla ekspansji kolonizacyjnej z przeludnionego Lacjum. Znacząco wpłynęła na rozwój obszarów położonych wzdłuż jej trasy, wraz z powstaniem nowych ośrodków miejskich (np. Forum Sempronii), a dla rolniczych rejonów w dolinie Padu otworzyła możliwość zbytu produktów ich upraw. Jej zakończenie zaznaczał łuk triumfalny Augusta w Ariminum. Była naprawiana za jego rządów (27 p.n.e.), a przebudowy niektórych odcinków dokonano za panowania Wespazjana (tunel) i Trajana (skalny przepust).     

## Trasa
Via Flaminia wybiegała z Rzymu przez jedną z bram pomiędzy Kapitolem a Kwirynałem (Porta Fontinalis lub Porta Ratumena); jej początkowy odcinek otaczały grobowce zamożnych Rzymian. Przekraczała Tyber Mostem Mulwijskim (początkowy odcinek drogi długości ok. 3 mil, aż do Mostu Mulwijskiego, zwany był Via Lata)  i przez Prima Porta docierała do pierwszej stacji (mansio) Ad Rubras. W dalszym ciągu biegła przez Narnię, Interamna, Spoletium do Forum Flamini w Dolinie Umbryjskiej. Trudniejszy do odtworzenia jest jej dalszy przebieg, ze względu na powstałe odgałęzienia głównej arterii, lecz pewny jest szlak z Forum Flamini do Nucerii, a następnie przez Forum Sempronii i Fanum Fortunae do Ariminum. W pierwotnym przebiegu (jako tzw. stara Via Flaminia) prowadziła z Narni przez Casventum, Carsulae i Aquas Partas, a następnie przez Vicus Martis Tudertium (koło Massa Martana) i municypium Mevanię do Fulginiae (Fulginium). Natomiast późniejsza odnoga wschodnia biegła z Narni do Interamna, Spoletium i przecinając Trebiae dochodziła do Fulginium. 
Do początków XXI wieku zachowały się jej nieliczne pozostałości:
- w okolicach Fossombrone (antyczne Forum Sempronii) fragmenty bruku długości kilkuset metrów;
- w wąwozie Forli tunel długości 60 m, wykonany na polecenie Wespazjana w roku 76 i użytkowany nieprzerwanie od tego czasu;
- fragmenty mostów w okolicach San Vicenzo, Cagli oraz przez rzekę Nera w okolicach Narni (gdzie pozostałości jednego z najdłuższych (160 m) mostów zbudowanych w starożytności)[4].